# Amintore Fanfani

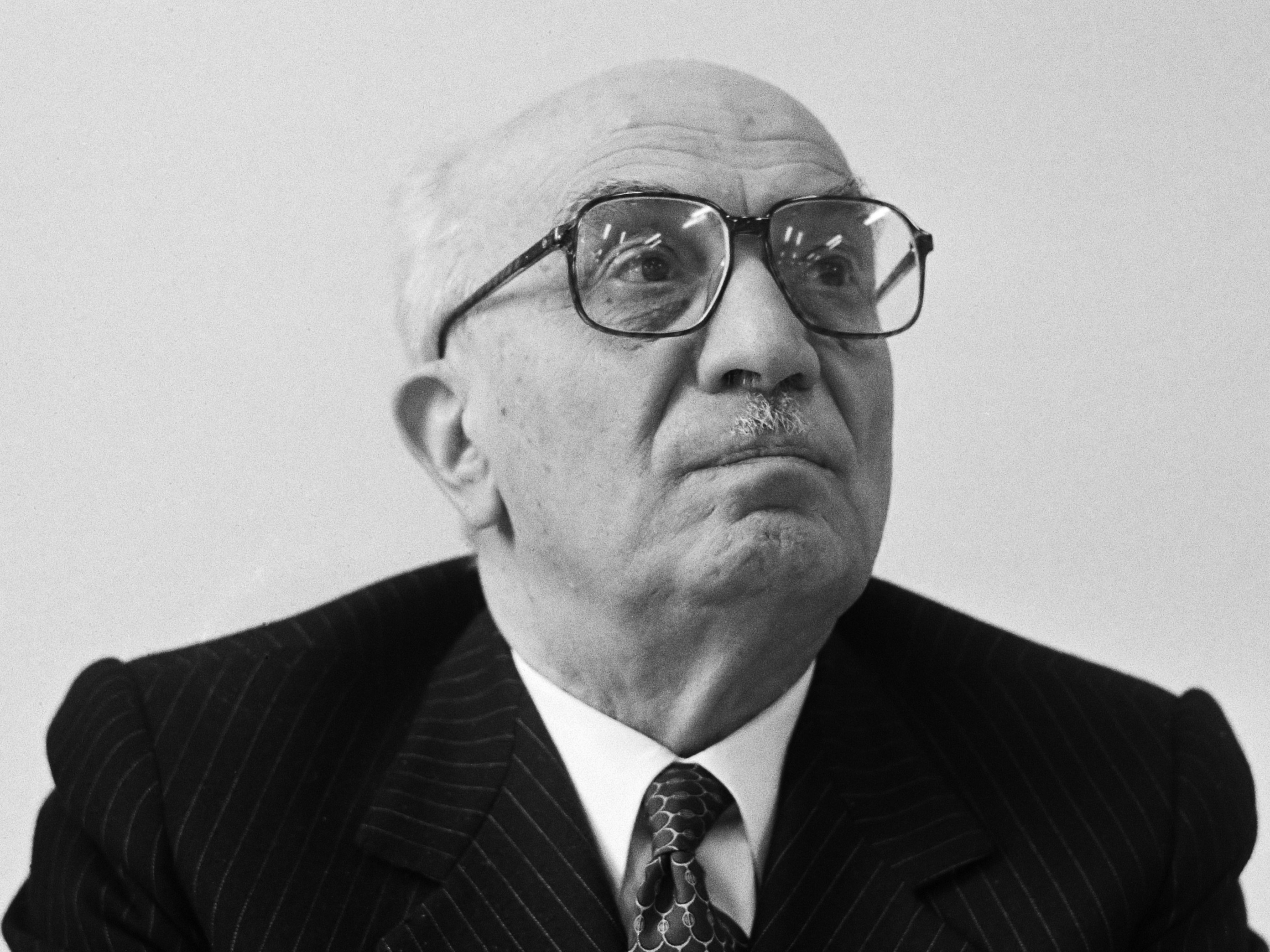
Amintore Fanfani

Amintore Fanfani (Pieve Santo Stefano, 6 februari 1908 - Rome, 20 november 1999) was een Italiaans politicus en als zodanig onder meer minister-president.
In 1945 was hij afgevaardigde in de grondwetgevende vergadering en behoorde tot de christendemocratische Democrazia Cristiana. Na 1947 was hij meermaals lid van het kabinet.

## Levensloop
Als minister-president leidde hij vijf kabinetten (1954, 1958, 1960-1963, 1982-1983 en 1987). Hij vertegenwoordigde sociaalreformistische ideeën en zette zich in voor landbouwhervormingen en sociale woningbouw. Zijn derde kabinet was een coalitie met de socialisten, een doorbraak in de Italiaanse politiek (aperturo a sinistra, opening naar links). De socialisten en christendemocraten zouden tot in de jaren 90 samen vele kabinetten beheersen.
Fanfani was ook meermalen minister van buitenlandse zaken. In het zittingsjaar 1965/1966 van de VN fungeerde hij als Voorzitter van de Algemene Vergadering van de Verenigde Naties.
Fanfani bepleitte een Gaullistisch staatsmodel voor Italië, dat de uitvoerende macht aanzienlijk zou versterken. Hij zag voor zichzelf daarbij als een rol als president weggelegd. Voor die plannen vond hij nooit voldoende steun. Wel viel hem het prestigieuze voorzitterschap van de senaat toe. Door het voortijdig aftreden van president van de republiek Giovanni Leone viel hem daarom het interim-presidentschap toe van 15 juni tot 6 juli 1978.